# Caspar Feichtmayr

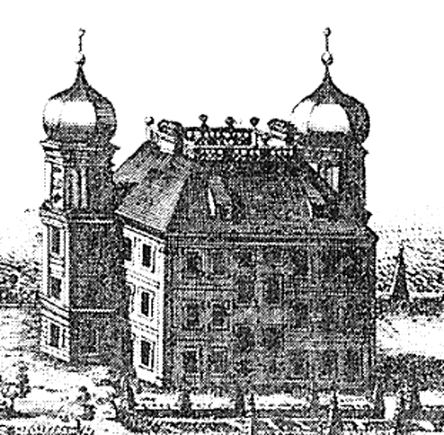
Château Ammerland

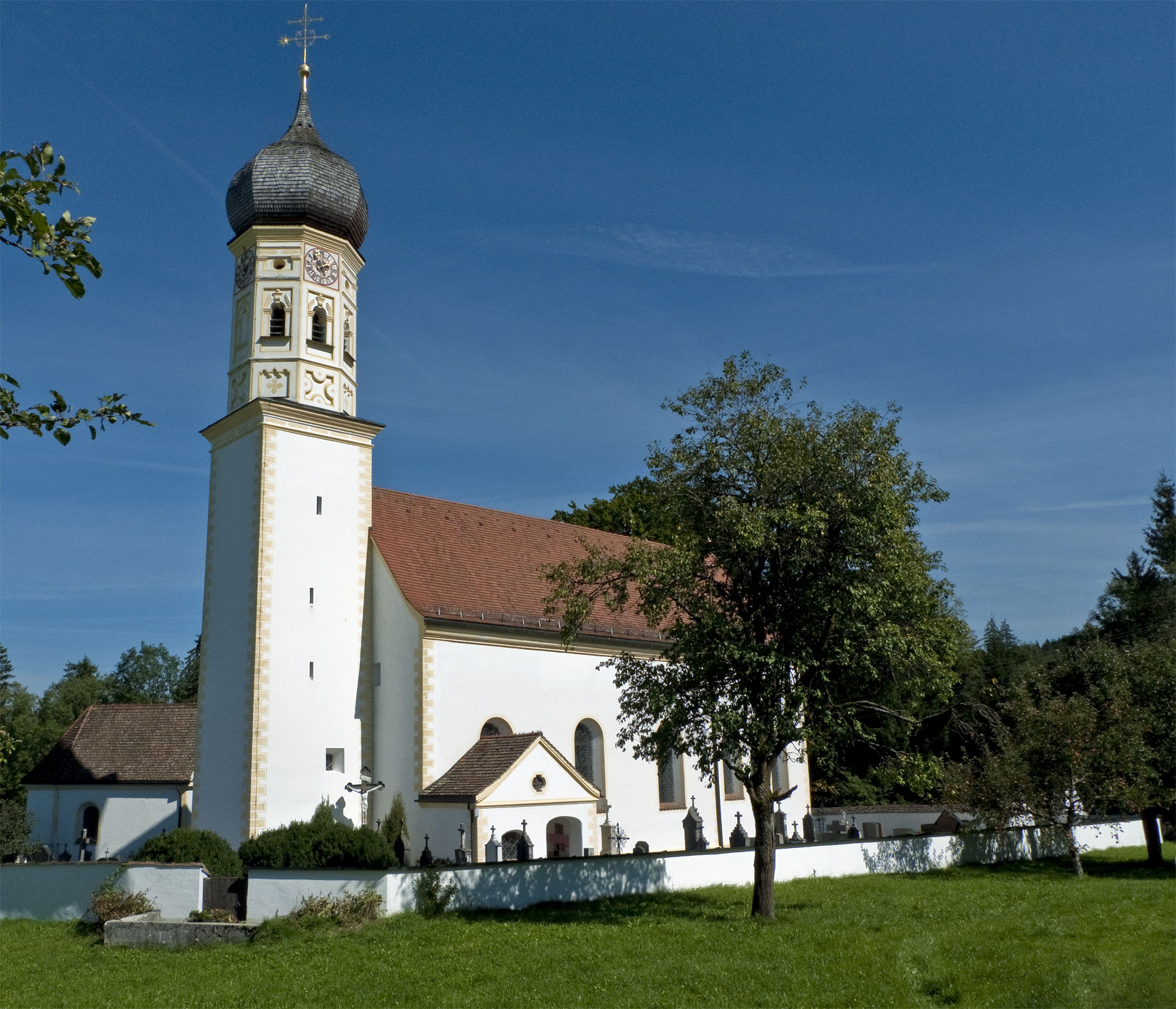
Église Saint-Jean-Baptiste à Fischbach

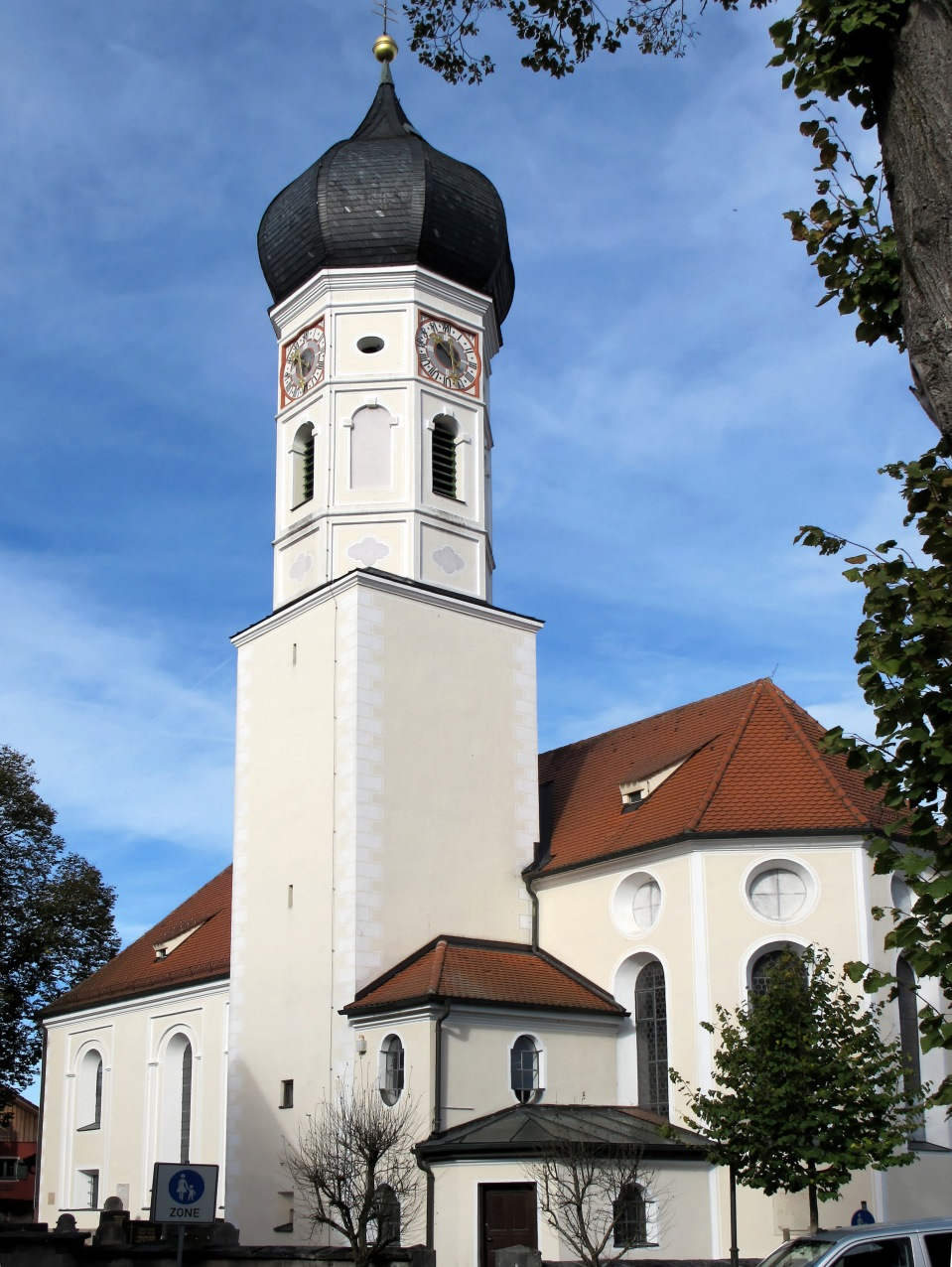
Église Saint-Vit, à Iffeldorf.

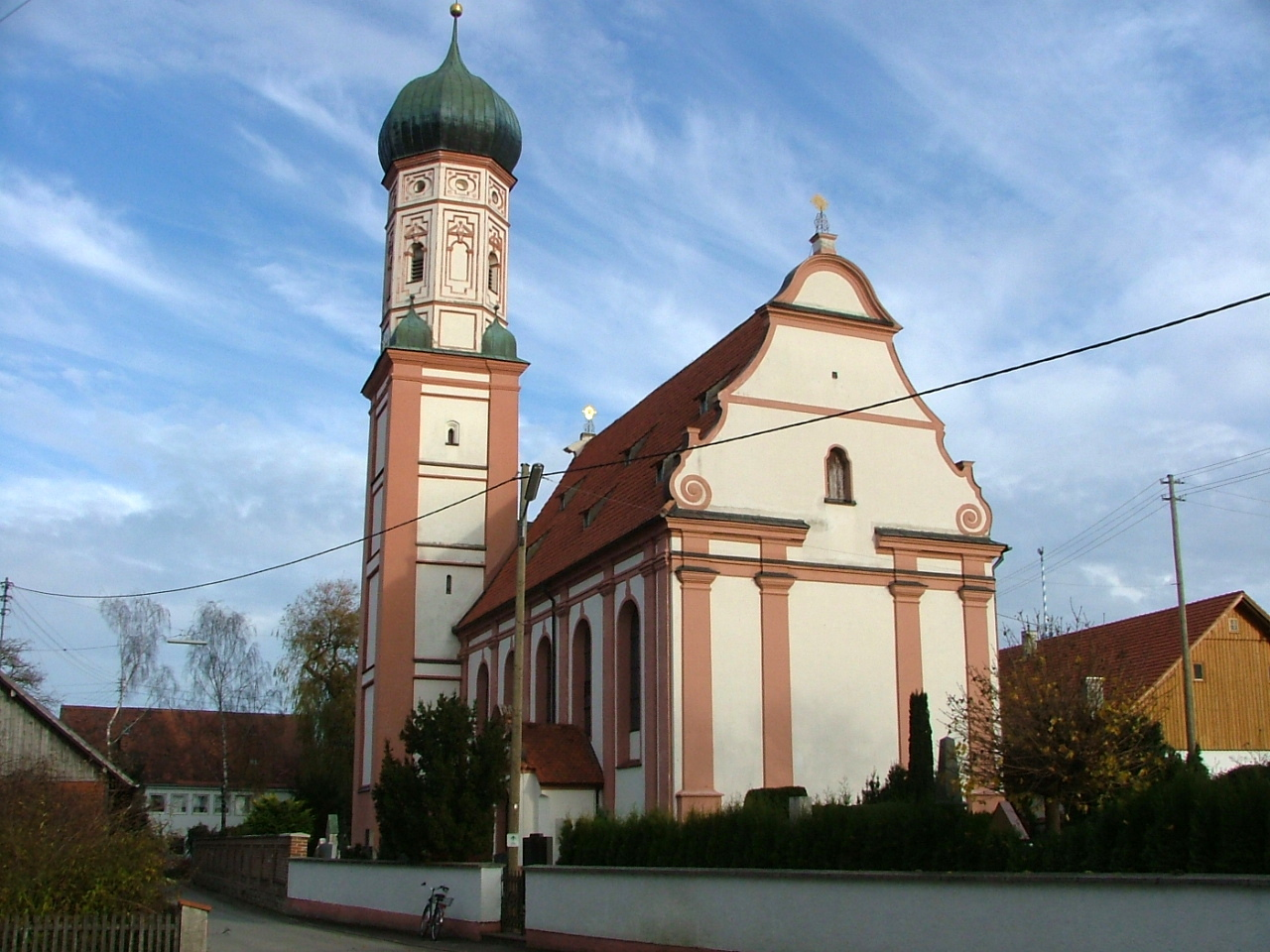
Église Notre-Dame-de-l'Assomption à Oberostendorf.

Caspar Feichtmayr (né en 1639, mort vers 1704 à Weilheim in Oberbayern) est un « maçon et chef de chantier », donc un bâtisseur. C'est le premier représentant de la famille d'artistes Feuchtmayer.

## Éléments biographiques
Caspar Feichtmayr est considéré comme le cofondateur, avec son collègue Johann Schmuzer, de l'École de Wessobrunn qui a eu une influence déterminante, au XVIIIe siècle, sur la construction d'édifices, surtout religieux, en Allemagne du Sude, au Tyrol et en Suisse. Feichtmayr vit d'abord à Bernried am Starnberger See où il se marie, ensuite à Weilheim, où il est mort, probablement en 1704. Il a eu quatre fils actifs dans la création artistiques :
- Franz Joseph Feuchtmayer (1660–1718), sculpteur
- Johann Michael Feuchtmayer l'Ancien (1666–1713)
- Johann Caspar Feuchtmayer (1669–avant 1758),
- Magnus Feuchtmayer (1679–?).

## Bâtiments (sélection)
Ellwangen (Jagst)Chapelle Saint-Sébastien, 1666
Kochel am SeeÉglise paroissiale Saint-Michel, octogone du clocher en 1670–72, nef en 1688–90.
Abbaye d'Andechschambre du comte Berthold , 1670–74 (attribution).
Fischbach, commune de WackersbergÉglise Saint-Jean-Baptiste.
BichlÉglise du village, clocher, 1672.
BenediktbeuernÉglise paroissiale, clochers et chœur est, 1672–73.
Schloss Ammerland (de)construction vers 1680.
Schlagenhofen, commune de Inning am AmmerseeChapelle Saint-Michel, , vers 1680.
OberostendorfÉglise de pèlerinage Notre-Dame-de-l'Assomption (de), 1681.
Leuterschach, commune de MarktoberdorfÉglise de pèlerinage Saint-Magnus (construction complète 1681; attribution).
KönigsdorfÉglise paroissiale Saint-Laurent (Königsdorf) (de), clocher vers 1685.
Lindenberg, commune de Buchloe)Église paroissiale, partie supérieure du clocher, 1685.
Allmannshausen, commune de Berg (Haute-Bavière)Château, 1696.
IffeldorfÉglise paroissiale Saint-Vit (Iffeldorf) (de), (reconstruction après incendie 1699; attribution).